# 6e cérémonie des Denver Film Critics Society Awards
La 6e cérémonie des Denver Film Critics Society Awards (DFCS Awards), décernés par la Denver Film Critics Society, a eu lieu le 16 janvier 2015, et a récompensé les films réalisés l'année précédente.

## Palmarès

### Meilleur film
- American Sniper
  - Birdman
  - Boyhood
  - Inherent Vice
  - Whiplash

### Meilleur film de comédie
- Les Gardiens de la Galaxie (Guardians of the Galaxy)
  - Nos pires voisins (Neighbors)
  - The Grand Budapest Hotel
  - Top Five
  - 22 Jump Street

### Meilleur film de Science-Fiction/Horreur
- La Planète des singes : L'Affrontement (Dawn of the Planet of the Apes)
  - Edge of Tomorrow
  - Interstellar
  - Mister Babadook (The Babadook)
  - Under the Skin

### Meilleur réalisateur
- Richard Linklater pour Boyhood
  - Clint Eastwood pour American Sniper
  - Alejandro González Iñárritu pour Birdman
  - Christopher Nolan pour Interstellar
  - Paul Thomas Anderson pour Inherent Vice

### Meilleur acteur
- Bradley Cooper pour le rôle de Chris Kyle dans American Sniper 
 Ralph Fiennes pour le rôle de M. Gustave H dans The Grand Budapest Hotel
  - Jake Gyllenhaal pour le rôle de Lou Bloom dans Night Call (Nightcrawler)
  - Michael Keaton pour le rôle de Riggan Thomson dans Birdman
  - Eddie Redmayne pour le rôle de Stephen Hawking dans Une merveilleuse histoire du temps

### Meilleure actrice
- Rosamund Pike pour le rôle d'Amy Elliott Dunne dans Gone Girl
  - Marion Cotillard pour le rôle de Sandra dans Deux jours, une nuit
  - Scarlett Johansson pour le rôle de Laura dans Under the Skin
  - Felicity Jones pour le rôle de Jane Hawking dans Une merveilleuse histoire du temps (The Theory of Everything)
  - Reese Witherspoon pour le rôle de Cheryl Strayed dans Wild

### Meilleur acteur dans un second rôle
- J. K. Simmons pour le rôle de Terence Fletcher dans Whiplash
  - Josh Brolin pour le rôle du lieutenant Christian « Bigfoot » Bjornsen dans Inherent Vice
  - Ethan Hawke pour le rôle de Mason Sr. dans Boyhood
  - Edward Norton pour le rôle de Mike Shiner dans Birdman
  - Mark Ruffalo pour le rôle de Dave Schultz dans Foxcatcher

### Meilleure actrice dans un second rôle
- Patricia Arquette pour le rôle d'Olivia dans Boyhood
  - Sienna Miller pour le rôle de Taya Renae Kyle dans American Sniper
  - Rene Russo pour le rôle de Nina dans Nightcall (Nightcrawler)
  - Emma Stone pour le rôle de Sam Thomson dans Birdman
  - Katherine Waterston pour le rôle de Shasta Fay Hepworth dans Inherent Vice

### Meilleur scénario original
- Birdman  – Alejandro González Iñárritu, Nicolás Giacobone, Alexander Dinelaris et Armando Bo
  - Blue Ruin – Jeremy Saulnier
  - Boyhood – Richard Linklater
  - The Grand Budapest Hotel – Wes Anderson
  - Whiplash – Damien Chazelle

### Meilleur scénario adapté
- Inherent Vice – Paul Thomas Anderson
  - American Sniper – Jason Dean Hall
  - Gone Girl – Gillian Flynn
  - Une merveilleuse histoire du temps (The Theory of Everything) – Anthony McCarten
  - Wild – Nick Hornby

### Meilleure photographie
- Birdman – Emmanuel Lubezki
  - American Sniper – Tom Stern
  - Interstellar – Hoyte van Hoytema
  - Une merveilleuse histoire du temps (The Theory of Everything) – Benoit Delhomme
  - Under the Skin – Daniel Landin

### Meilleure musique de film
- Birdman – Antonio Sánchez
  - The Grand Budapest Hotel – Alexandre Desplat
  - Inherent Vice – Jonny Greenwood
  - Une merveilleuse histoire du temps (The Theory of Everything) – Jóhann Jóhannsson
  - Under the Skin – Mica Levi

### Meilleure chanson originale
- Everything is Awesome dans La Grande Aventure Lego (The Lego Movie) – Paroles et musique : Shawn Patterson
  - Glory dans Selma – Paroles et musique : John Legend, Common et Che Smith
  - Lost Stars dans New York Melody (Begin Again) – Paroles et musique : Gregg Alexander et Danielle Brisebois
  - Ordinary Human dans The Giver – Paroles et musique : OneRepublic
  - The Last Goodbye dans Le Hobbit : La Bataille des Cinq Armées (The Hobbit: The Battle of the Five Armies) – Paroles et musique : Billy Boyd

### Meilleur film en langue étrangère
- Deux jours, une nuit •  Belgique
  - Snow Therapy (Turist) •  Suède
  - Ida •  Pologne
  - Le Conte de la princesse Kaguya (かぐや姫の物語, Kaguya-hime no monogatari) •  Japon
  - Winter Sleep •  Turquie

### Meilleur film d'animation
- La Grande Aventure Lego (The Lego Movie)
  - Les Nouveaux Héros (Big Hero 6)
  - Les Boxtrolls (The Boxtrolls)
  - Dragons 2 (How to Train Your Dragon 2)
  - Le Conte de la princesse Kaguya (かぐや姫の物語, Kaguya-hime no monogatari)

### Meilleur film documentaire
- The Overnighters
  - Citizenfour
  - Jodorowsky's Dune
  - Keep on Keepin' On
  - Life Itself

## Statistiques

### Nominations multiples
8 : Birdman
6 : American Sniper, Inherent Vice
5 : Boyhood, Une merveilleuse histoire du temps (The Theory of Everything)
4 : Under the Skin
3 : Interstellar, The Grand Budapest Hotel, Whiplash
2 : Le Conte de la princesse Kaguya (かぐや姫の物語, Kaguya-hime no monogatari), Deux jours, une nuit, La Grande Aventure Lego (The Lego Movie), Gone Girl, Night Call (Nightcrawler)

### Récompenses multiples
Légende : Nombre de récompenses/Nombre de nominations
3 / 8 : Birdman
2 / 6 : American Sniper
2 / 5 : Boyhood
2 / 2 : La Grande Aventure Lego (The Lego Movie)

### Les grands perdants
0 / 5 : Une merveilleuse histoire du temps (The Theory of Everything)
0 / 4 : Under the Skin
0 / 3 : Interstellar, The Grand Budapest Hotel